# Петтинг

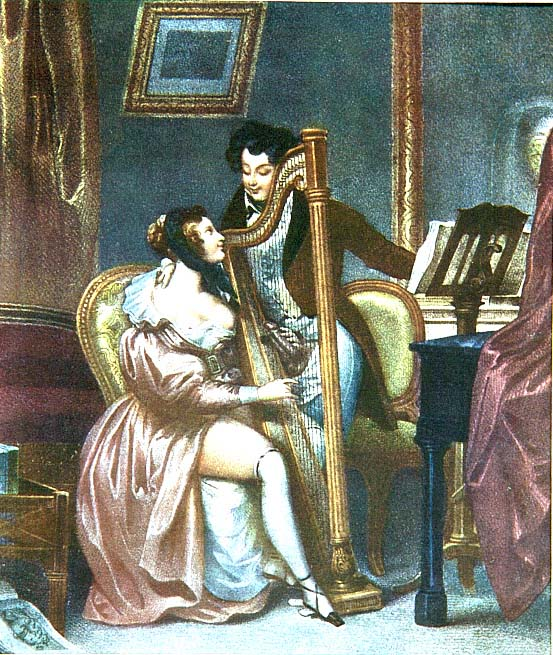
Ашиль Девериа. Из серии «Маленькие невинные игры», XIX век

Пе́ттинг (англ. petting, от англ. to pet — «гладить», «баловать», «ласкать») — достижение сексуального удовлетворения посредством раздражения эрогенных зон тела сексуального партнёра без непосредственного соприкосновения половых органов. Согласно определению американского биолога и сексолога Альфреда Кинси, петтинг представляет собой «физический контакт между партнерами с целью достижения оргазма без соприкосновения половых органов». 
Кандидат медицинских наук А. В. Бруенок указывает, что петтинг может быть поверхностным (поцелуи, объятия, поглаживания, трение гениталий через одежду и др.) либо глубоким, в том числе с оральным раздражением гениталий, что, по мнению учёного, позволяет рассматривать его как разновидность взаимной мастурбации. Также, как отмечает Бруенок, петтинг, при котором партнёры ограничиваются ласками открытых частей тела, например, шеи, лица, рук и др., определяется понятием «неккинг» (от англ. neck — «шея»). Исследователи Г. Л. Билич и Е. Ю. Зигалова, говоря о видах петтинга, отмечали, что многие сексологи разделяют понятия «петтинг» и «неккинг», понимая под первым все виды сексуальных ласк (руками и ртом) «ниже пояса», а под вторым — «выше пояса». Более предпочтительным является использование единого термина «петтинг», резюмируют учёные.
Петтинг получил распространение в странах, где девственность женщины особо ценилась в силу требований норм морали. Также петтинг часто практикуется молодёжью, причём как в качестве самостоятельной формы половой жизни (при условиях нередкого сочетания с вагинальным сексом), так и при обстоятельствах, исключающих возможность совершения полового акта (например, до вступления в брак). Согласно исследованиям Альфреда Кинси, 91 % женщин в возрасте до 25 лет до брака практиковали петтинг, при этом 39 % испытывали в результате петтинга оргазм. Американские сексологи Уильям Мастерс и Вирджиния Джонсон, проведя опрос среди большого количества студентов-первокурсников, установили, что 82 % опрошенных осуществляли петтинг, причём у 40 % девушек и 50 % юношей из числа опрошенных данные сексуальные ласки вызвали оргазм. 
У некоторых животных петтинг выступает в качестве разновидности игры и развлечения.